# Мато Дамянович
Мато Дамянович (хорв. Mato Damjanović; нар. 23 березня 1927, Вінковці — 12 лютого 2011, Загреб) — хорватський шахіст, гросмейстер від 1964 року.

## Шахова кар'єра
Найбільші успіхи в кар'єрі припадають на 1960-ті роки. 1960 року виступив у складі збірної Югославії на шаховій олімпіаді в Лейпцигу і, набравши 7 очок в 10 партіях (за цей результат виборов срібну медаль на 6-й шахівниці), значною мірою сприяв здобуттю бронзової медалі збірною Югославії. 1965 року знову кваліфікувався до національної команди і виграв у Гамбурзі срібну медаль командного чемпіонату Європи. Неодноразово брав участь у фіналі чемпіонату Югославії, найкращий результат показавши 1962 року у Врнячці-Бані, де поділив 3-тє місце (позаду Светозара Глігорича і Александара Матановича, разом з Драголюбом Велимировичем).
Досягнув багатьох успіхів на міжнародних турнірах, зокрема:
- поділив 3-тє місце в Балатонфюреді (1960, Меморіал Лайоша Асталоша),
- поділив 3-тє місце в Софії (1962, позаду Віктора Чокилті i Ніколи Падевського, разом з Георгієм Тринговим),
- посів 3-тє місце у Реджо-Емілії (1962/63, позаду Дьожьо Форінтоша i Кароя Хонфі),
- поділив 3-тє місце в Бад-Лібенштайні (1963, позаду Лева Полугаєвського i Айварса Гіпсліса, разом з Вольфгангом Пічем),
- поділив 2-ге місце в Сочі (1964, меморіал Михайла Чигоріна, позаду Миколи Крогіуса, разом з Ратміром Холмовим),
- поділив 3-тє місце в Шалготар'яні (1967, меморіал Лайоша Асталоша, позаду Іштвана Білека i Леоніда Шамковича, разом з Володимиром Сімагіним),
- поділив 3-тє місце в Золінгені (1968, позаду Левенте Лендьєла i Бруно Парми, разом з Людеком Пахманом, Драголюбом Яношевичем i Ласло Сабо),
- посів 1-ше місце у Загребі (1969),
- поділив 2-ге місце у Нетаньї (1969, позаду Самуеля Решевського, разом з Палом Бенко i Вільямом Ломбарді),
- поділив 1-ше місце у Бад-Пірмонті (1970, разом з Александаром Матановичем i Гансом Гехтом),
- посів 2-ге місце в Реджо-Емілії (1971/72, позаду Ендрю Солтіса),
- посів 1-ше місце у Флоренції (1972),
- поділив 2-ге місце в Загребі (1972, позаду Леоніда Штейна, разом з Драженом Маровичем i Властімілои Гортом),
- поділив 3-тє місце в Нетаньї (1973, позаду Любомира Кавалека i Самуеля Решевського, разом з Людеком Пахманом),
- поділив 3-тє місце в Дортмунді (1974, позаду Віктора Чокилті i Ласло Сабо, разом з Ноною Гапріндашвілі),
- посів 3-тє місце в Кікінді (1975),
- поділив 1-3-тє місце у Вироватиці (1976),
- поділив 2-ге місце в Вуковарі (1976),
- поділив 2-ге місце в Бірмінгемі (1977, позаду Джорджа Боттерілла, разом з Йосипом Рукавиною),
- поділив 3-тє місце в Празі (1979, позаду Любомира Фтачника та Івана Гауснера, разом з Едуардом Медуною).

1969 року провів у Делфті матч з Яном Тімманом, перемігши 3-1.
Найвищий рейтинг Ело в кар'єрі мав станом на 1 липня 1971 року, досягнувши 2490 очок ділив тоді 83-тє місце в світовому рейтинг-листі ФІДЕ, одночасно ділячи 8-13-те місце серед югославських шахістів..

## Зміни рейтингу
| На цьому місці має відображатися графік чи діаграма, однак з технічних причин його відображення наразі вимкнено. Будь ласка, не видаляйте код, який викликає це повідомлення. Розробники вже працюють для того, щоби відновити штатне функціонування цього графіка або діаграми. | |
| | На цьому місці має відображатися графік чи діаграма, однак з технічних причин його відображення наразі вимкнено. Будь ласка, не видаляйте код, який викликає це повідомлення. Розробники вже працюють для того, щоби відновити штатне функціонування цього графіка або діаграми. |